# Сантос, Итаро
Итаро Сантос (англ. Itaro Santos; род. 1985) — бразильский профессиональный игрок в снукер, выступал за Германию.

## Биография и карьера
Родился 28 июля 1985 года в городе Ресифи, Бразилия.
С 2004 года Сантос выступал за Германию, поскольку его родная страна не была тогда членом IBSF (Международная федерация бильярда и снукера). Является двукратным любительским чемпионом Германии, вместе с Lasse Münstermann и Sascha Lippe участвовал в составе сборной Германии на командном чемпионате Европы по снукеру (European Team Snooker Championship) 2007 года. С помощью wildcard также участвовал в финале World Series of Snooker сезона 2008/09.
Сантос выиграл Панамериканский чемпионат (Pan American Championship) по снукеру 2015 года, заработав тем самым двухлетнюю карту для снукерного мэйн-тура в сезонах 2015/16 и 2016/17. Сыграв только четыре матча в сезоне 2015/2016 и проиграв все из них, а также проиграв все 12 своих матчей в сезоне 2016/17, Итаро Сантос покинул мэйн-тур.